# Fertigarzneimittel
Ein Fertigarzneimittel, österr. Arzneispezialität ist ein Arzneimittel, das im Voraus hergestellt und in einer zur Abgabe an den Verbraucher bestimmten Packung in den Verkehr gebracht wird.
Für das Inverkehrbringen eines Fertigarzneimittels ist eine Zulassung durch die zuständige Arzneimittelbehörde erforderlich. Für diese Zulassung ist unter anderem ein Nachweis der Wirksamkeit und Unbedenklichkeit sowie der pharmazeutischen Qualität des Arzneimittels zu erbringen. Zu einem Fertigarzneimittel gehört ein behördlich genehmigte Gebrauchsinformation, die dem Präparat beizupacken ist (Packungsbeilage).

## Europäische Union
Der Verkehr der Arzneimittel ist in der Europäischen Union durch die Richtlinie 2001/83/EG (Gemeinschaftskodex für Humanarzneimittel) harmonisiert, die verpflichtend in allen Mitgliedstaaten gesetzlich umzusetzen war. Sie regelt unter anderem die Bedingungen für die Zulassung und die vorgeschriebene Kennzeichnung von Fertigarzneimitteln. Auch muss den Fertigarzneimitteln eine für den Verbraucher gedachte Gebrauchsinformation (Packungsbeilage) beiliegen.
Für die Erteilung von Arzneimittelzulassungen im zentralisierten Verfahren ist im hoheitlichen Sinn  die Europäische Kommission zuständig. Die Europäische Arzneimittelagentur als koordinierende Agentur prüft zuvor den Zulassungsantrag und spricht eine Empfehlung für oder gegen die Zulassung aus.

## Deutschland

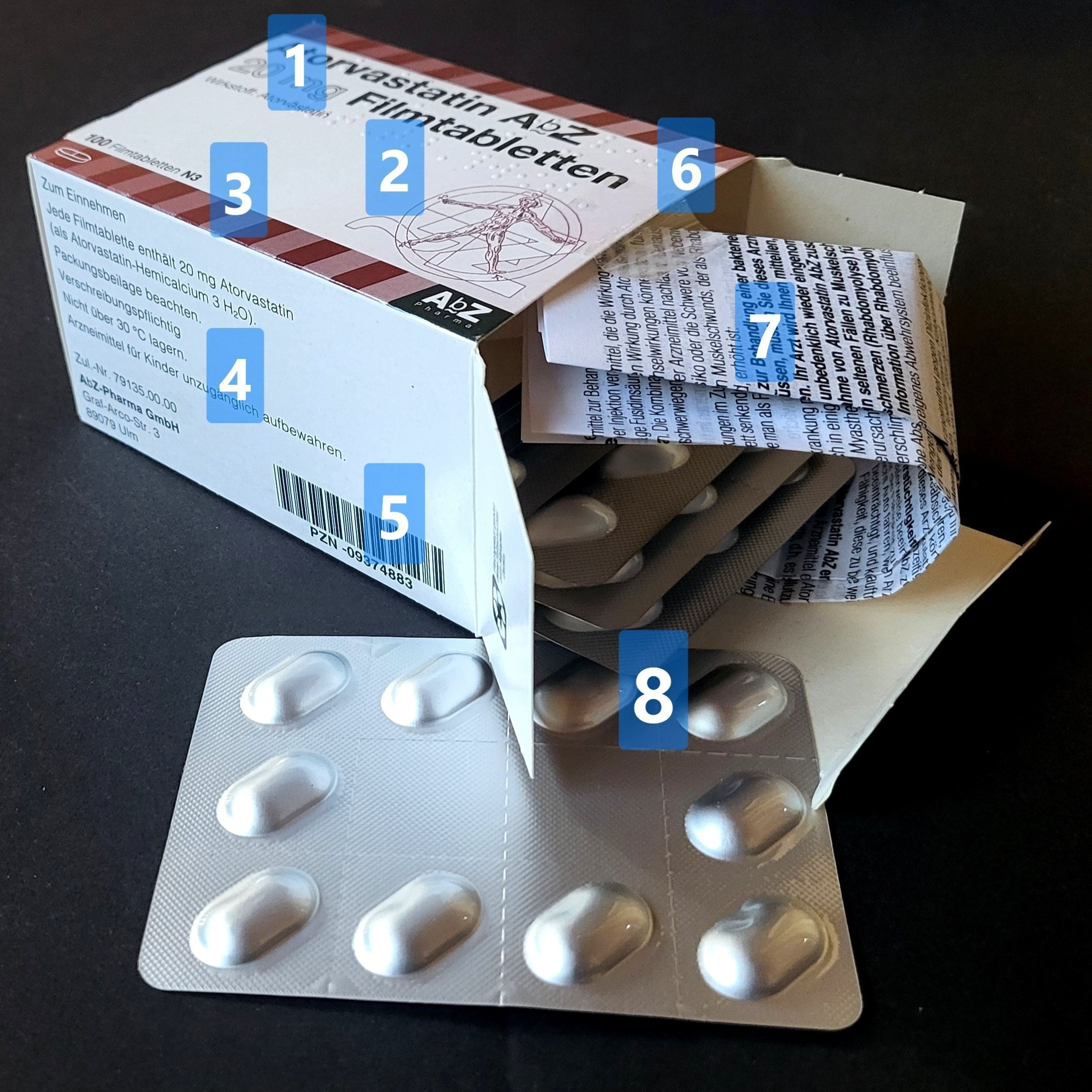
Deutsches Fertigarzneimittel (1 = Name, 2 = Name in Braille-Schrift, 3 = Normgröße, 4 = weitere Kennzeichnung, 5 = Pharmazentralnummer, 6 = geöffnetes Securpharm-Siegel, 7 = Packungsbeilage, 8 = Tablettenblister)

Der Terminus Fertigarzneimittel ist im Arzneimittelgesetz (AMG) definiert. Auch in der Apotheke hergestellte Defekturen  sind Fertigarzneimittel („bis zu hundert abgabefertigen Packungen an einem Tag“), im Gegensatz zu den ebenfalls in Apotheken hergestellten Rezepturen.
Zulassungsbehörden sind das Bundesinstitut für Arzneimittel und Medizinprodukte, das Paul-Ehrlich-Institut und das Bundesamt für Verbraucherschutz und Lebensmittelsicherheit. Zuständig für die Arzneimittelüberwachung sind aufgrund der föderalen Struktur Deutschlands verschiedene Landesbehörden (siehe auch: Zentralstelle der Länder für Gesundheitsschutz bei Arzneimitteln und Medizinprodukten). Für Angehörige der Heilberufe muss der Hersteller eine Fachinformation bereitstellen.
Für eine Reihe behördlich genormter Standardrezepturen mit vorgegebener Indikation, sog. Standardzulassungen, gelten stark reduzierte Anforderungen im Zulassungsverfahren.
Von der Zulassungspflicht befreit sind bestimmte homöopathische Arzneimittel und einige in Apotheken hergestellte Arzneimittel (Rezepturen und Defekturen sowie Standardzulassungen).

## Österreich
In Österreich ist der Terminus Arzneispezialität gebräuchlich und gesetzlich definiert. Für die Zulassung und Überwachung zuständig sind die Agentur für Gesundheit und Ernährungssicherheit GmbH (AGES) und das Bundesamt für Sicherheit im Gesundheitswesen (BASG). Offizinale Zubereitungen entsprechen den in Deutschland Defekturarzneimittel genannten abgabefertigen Mitteln. Rezepturmäßig individuell anzufertigende Arzneimittel heißen Magistrale Zubereitung.

## Schweiz
In der Schweiz regelt das Heilmittelgesetz (HMG) die Zulassung für „Verwendungsfertige Arzneimittel“. Von der Zulassung ausgenommene Anfertigungen heißen Formula magistralis oder Formula officinalis und können in öffentlichen Apotheken, einer Spitalapotheken, ggf. auch in Drogerien oder anderen Betrieben mit Herstellungsbewilligung hergestellt werden.

## Geschichte
Im deutschsprachigen Raum wurden um 1900 zusammengesetzte Arzneimittel, die unter besonderen (Spezial-)Namen und meist auch in eigener (Spezial-)Verpackung in den Handel gebracht wurden, als Spezialitäten bezeichnet. Heute ist die Bezeichnung Arzneispezialität noch in Österreich für Fertigarzneimittel gebräuchlich.